# Орлиха 3-я
Орлиха 3-я — деревня в Бежецком районе Тверской области. Относится к Городищенскому сельскому поселению.

## География
Расположена на автомобильной дороге 28К-0034 восточнее деревни Орлиха 2-я и юго-западнее деревни Малые Городищи. От Малых Городищ деревню отделяет ручей Завражеский.

## Население
| 2008 | 2010 |
| ---- | ---- |
| 22   | ↘20  |